# Tall Hadidi
Tall Ḥadīdī  is een archeologische plaats in Syrië. De heuvel ligt in het dal van de Eurfraat en was een van de vele plekken die bedreigd werden door het wassende water van het Assadmeer na de bouw van de Tabqa-dam. 
De sinds 1974 verdronken streek van het Assadmeer was in de jaren 1950 nog als vrij oninteressant beschouwd, maar dat veranderde snel in de jaren zestig, vooral toen Emar een rijke bron bleek met duizenden kleitabletten. Er volgde daarna een hele serie reddingsopgravingen in Tall Ḥadīdī, Tall Munbaqa, Tall Fray, Tall el-Hajj, Tell Rumeleih enz. De Tabqa-dam was nauwelijks klaar in 1973 of er werd stroomopwaarts nog een dam gepland, de Tishreendam. Dit noodzaakte nog meer reddingsopgravingen.
Tall Ḥadīdī is in 1972-1978 door een Amerikaanse expeditie onder Rudolph H. Dornemann en in 1972-74 door een Nederlandse ploeg onder Henk Franken aan opgraving onderworpen.
De opgravingen tonen dat het al in de vroege bronstijd een stad van formaat was, maar in de middenbronstijd werd de nederzetting een stuk kleiner er verschoof naar de westkant van de wierde. In de late bronstijd werd het weer groter en besloeg het ongeveer 500x1000 m.

## Vroege bronstijd
Er zijn vondsten gedaan uit het preliteraire tijdperk en het daarop volgende vroegbrons VB I, II, III en IV, hoewel II, III en IV zwaar beschadigd waren door intrusie uit het middelbrons en putten en muren uit de Islamitische tijd. Er is van el deze perioden veel aardewerk gevonden en gedocumanteerd.Het werk van de Dornemann-opgraving was erg grondig en het werd in 2012 nog steeds gezien als een hoeksteen voor de datering van het aardewerk van de hele streek.

## Late bronstijd
De late bronstijd is niet erg goed behouden maar er zijn wel enkele interssante kleitabletten uit die tijd gevonden. Een daarvan vermeldt dat de bewoner van  een huis ene Yaya, zoon van Ḫuzīru, zoon van Dagana was, die burger van de stad Azu was. 
Azû (geschreven als URUA-zu) wordt genoemd in de teksten van Ebla.
Ḫuzīru was duidelijk een aanzienlijk burger van Azu en een landeigenaar, zoals blijkt uit een vijtiental tabletten uit zijn huis. Een daarvan (HAD 8) is bijzonder omdat het tablet op de achterzijde een afdruk van een rolzegel vertoont. De koningen van Mitanni deden dit als zij bevelen uitvaardigden en hoewel het (slechtbewaarde) zegel niet dat van een koning lijkt te zijn is de inhoud van de 8 regels tekst duidelijk over een schatting aan zilver die terugbetaald moest worden. Dit betekent dat Azu, althans in Ḫuzīrus tijd, schatplichtig aan Mitanni was. Dit klopt ook met het ontbreken van Syro-Hettitisch materiaal, wat ook geldt voor Ekalte. Uit de prosopografie is verder ook af te leiden dat Ḫuzīru in de tijd van de zogenaamde "Tweede Dynastie"van Emar geleefd moet hebben, waarschijnlijk onder Pilsu-Dagan van Emar ca. 1210-1190 v.Chr.
Uit de gevonden tabletten wordt duidelijk dat de hoofdgodheid van de stad Azu Dagan was gewoonlijk geschreven als dDa-gan of met het logogram dKUR. Daarnaast werd te oordelen aan de theofore elementen van persoonsnamen ook de stormgod vereerd, zij het onder verschillende namen.  Gewoonlijk is dat de Westsemitische godheid Ba‛la, ofwel gespeld als Ba-aḫ-la, Ba-la of met de logogrammen dEN of BE. Maar daarnaast wordt ook de Hettitische naam Teššup gebruikt, soms afgekort tot Te. Het logogram dIŠKUR komt ook voor en het is niet duidelijk welke stormgod daar precies mee bedoeld wordt.  